# Achillea latiloba
Achillea latiloba là một loài thực vật có hoa trong họ Cúc. Loài này được Ledeb. ex Nordm. mô tả khoa học đầu tiên năm 1837.